# 1139
Cette page concerne l'année 1139  du calendrier julien. Pour l'année 1139 av. J.-C., voir 1139 av. J.-C.
L'année 1139 est une année commune qui commence un dimanche.

## Événements

### Proche-Orient
- 22 - 23 juin : l’atabeg de Damas Mahmoud est poignardé dans son lit par trois de ses esclaves[1]. Son demi frère Jemal ad-Din Muhammad lui succède.

- 19 août[2] : Zanki met le siège devant Baalbek, tenue par les Damascènes.

- 10 - 21 octobre : capitulation de Baalbek et massacre de sa garnison[3].

- 6 décembre : Zanki met le siège devant Damas qui résiste sous le commandement du vizir Unur (Aynard). le siège est levé le 4 mai 1140[1].

### Europe
- 18 février : début d’une nouvelle crise de succession à Kiev (fin en 1146). Vsevolod II Olegovitch évince du trône Viatcheslav Ier. Un conflit commence entre les descendants de Sviatoslav Ier et ceux de Vladimir II Monomaque[4].
- 29 mars : le pape Innocent II fulmine la bulle Omne datum optimum, qui accorde certains privilèges à l’Ordre du Temple[5].
- 4 - 11 avril : le IIe concile du Latran met fin au schisme pontifical (Anaclet), condamne l’usure, la simonie et les tournois. Il proclame que « Rome est la tête du monde » et lance un anathème contre les employeurs d’arbalétriers[6].
- 9 avril : second traité de Durham. Paix entre les rois Étienne d’Angleterre et David Ier d’Écosse signée grâce à la médiation du légat du pape Alberic et de la reine Mathilde de Boulogne, épouse du roi Étienne et nièce de David[7].
- 10 juillet : Roger d’Apulie, le fils de Roger de Sicile surprend le pape Innocent II dans une embuscade au bord du Garigliano et le fait prisonnier[8].
- 25 juillet : 
  - Afonso Henriques de Portugal, Alphonse Ier, fils d’Henri de Bourgogne vainc cinq rois musulmans à la bataille d’Ourique, se déclare indépendant du royaume de León et prend le titre de roi de Portugal. C’est la naissance du Portugal indépendant[9].
  - paix de Mignano entre le pape et Roger II, qui est confirmé par une bulle d’Innocent II datée du 27[10]. Roger II obtient le royaume de Sicile, le duché d’Apulie et la principauté de Capoue comme fiefs-liges du Saint-Siège[8].
- 20 octobre : mort d’Henri le Superbe, alors qu’il vient de reconquérir le duché de Saxe dont il a été privé en 1138 ; sa veuve Gertrude de Saxe assure la régence pour le fils Henri le Lion qui obtient le soutien de la noblesse saxonne face au margrave de Brandebourg Albert l’Ours[11].

- Mariage de Robert Ier de Dreux avec Agnès de Garlande[12].
- Éruption du Vésuve[13].